# NHK東栄テレビ中継局
NHK東栄テレビ中継局（エヌエイチケイとうえいテレビちゅうけいきょく）は、かつて愛知県北設楽郡東栄町に置かれていたNHK名古屋放送局の地上アナログテレビ中継局である。2011年7月24日のアナログ放送終了で廃止された。

## 中継局概要
| チャンネル | 放送局名       | 空中線電力        | ERP                  | 放送対象 地域 | 放送区域内世帯数 | 偏波面   |
| 2ch        | NHK 名古屋総合 | 映像1W/ 音声250mW | 映像1.65W/ 音声410mW | 愛知県        | 不明             | 垂直偏波 |
| 12ch       | NHK 名古屋教育 | 映像1W/ 音声250mW | 映像1.6W/ 音声400mW  | 全国          | 不明             | 垂直偏波 |

## 所在地
- 東栄町下田の東山

## 放送エリアなど
- 豊橋中継局からの電波が届きにくい東栄町中心部をカバーしていた。
- なお、在名民放局は当地に中継局を置いておらず、周辺の局を受信していた。
- 愛知県内のテレビ中継局では唯一、アナログ放送終了までVHFチャンネルで送信されていた中継局であった。